# Le Cinquième Quart
Le Cinquième Quart (titre original : The Fifth Quarter) est une nouvelle de Stephen King parue en 1993 dans le recueil Rêves et Cauchemars, mais ayant été publiée pour la première fois en 1972 dans le magazine Cavalier sous le pseudonyme de John Swithen.

## Résumé
Jerry Tarkanian, un malfrat, recueille les dernières paroles de Barney, son ami blessé d'un coup de feu et mourant. Barney avait participé au braquage d'un fourgon blindé avec trois autres gangsters : Jagger, Keenan et Sarge. Le butin avait ensuite été enterré sur une île au large de la côte du Maine par un autre complice, qui avait dessiné une carte et en avait donné un quart à chacun des malfrats. Quelque temps plus tard, Barney s'est fait tirer dessus par un de ses complices qui voulait récupérer son morceau de carte. 
Grâce aux confidences de Barney, Tarkanian retrouve Keenan et Sarge et leur tend une embuscade. Sous la menace de son arme, Tarkanian les fait parler et tue Keenan quand il découvre que c'est lui qui a tué Barney. Il part ensuite avec Sarge récupérer le morceau de carte de celui-ci. Une fois chez Sarge, l'électricité est brusquement coupée. C'est Jagger qui est venu s'en prendre aux deux hommes, et Sarge est tué dans l'échange de coups de feu qui suit. Jagger s'apprête ensuite à tuer Tarkanian mais trébuche sur le corps de Sarge. Tarkanian en profite pour le tuer. Ayant vengé son ami et désormais en possession des trois-quart de la carte, Tarkanian n'a plus qu'à se faire oublier quelques années avant d'empocher le magot.

## Genèse
La nouvelle a été publiée pour la première fois en avril 1972 par le magazine Cavalier. Ce magazine avait déjà publié des nouvelles d'horreur de Stephen King et ne désirait pas faire naître la confusion chez ses lecteurs en publiant une nouvelle policière du même auteur. King l'a donc signé du pseudonyme de John Swithen, seule fois qu'il s'est servi de ce nom.

## Adaptations
Le Cinquième Quart a été adapté à la télévision en 2006 sous la forme de l'un des épisodes de la série télévisée Rêves et Cauchemars. Jeremy Sisto y tient le rôle principal, son personnage ayant été rebaptisé Willy Evans pour l’adaptation.